# 维克托·尤里耶维奇·斯米尔诺夫
维克托·尤里耶维奇·斯米尔诺夫（羅馬化：Viktor Yur'yevich Smirnov；1955年7月5日—）是苏联和俄罗斯外交官。
1985年至1989年，斯米尔诺夫担任苏联驻埃及大使馆雇员。1992年至1996年，他成为俄罗斯驻以色列大使馆雇员。1998年至2004年，他被晋升为俄罗斯驻以色列大使馆公使衔参赞。2004年至2008年，他担任俄罗斯外交部中东和北非司副司长。2008年1月28日至2014年12月29日，他成为俄罗斯驻巴林特命全权大使。2014年起，他担任俄罗斯外交部中东和北非司首席顾问、副司长。